# Фрашери, Мехди-бей
Мехди-бей Фрашери (алб. Mehdi bej Frashëri; 28 февраля 1872, Фрашер, Османская империя — 25 мая 1963, Рим, Италия) — албанский политический, государственный и дипломатический деятель. 15-й Премьер-министр Албании в 1935—1936 годах, Председатель комитета временной администрации Албании (марионеточного правительства Албании при нацистской Германии, 1943—1944).

## Биография
Представитель влиятельной семьи Фрашери. Окончил факультет политологии Анкарского университета. С 1896 года издавал в Стамбуле «Национальный календарь» («Kalendari kombiar»), вокруг которого сплотилась группа албанских национальных политиков.
Работал чиновником в османской администрации, занимал ответственные должности: был каймакамом в Палестине, заместителем верховного комиссара в Египте.
После провозглашения независимости Албании осенью 1912 года стал соавтором основ государственности страны, участвуя, среди прочего, в работе Международной комиссии по наблюдению в Албании.
Во время Первой мировой войны находился в Италии. После возвращения в страну занимал различные министерские должности. Был министром внутренних дел Албании (1918), министром транспорта и инфраструктуры (1921), министром экономики Албании (1930—1931), дипломат, представлял Албанию в Лиге Наций.
При поддержке короля Зогу в 1935 году стал премьер-министром Албании. Предпринял ряд реформ, направленных на то, чтобы сделать Албанию сильным и современным государством, в том числе благодаря улучшению экономики. Фрашери пообещал расширить гражданские свободы, в том числе путем отмены цензуры. В своей политике выступал за экономическое и политическое сотрудничество с Италией. Однако его кабинет ушёл в отставку в ноябре 1936 года, вскоре после начала реформ.
Мехди-бей Фрашери снова стал главой марионеточного правительства Албании при нацистской Германии в октябре 1943 года после победы на выборах, что также означало изменение ориентации страны с про-итальянской на про-германскую. В этот период была восстановлена конституция 1928 года, приостановленная в 1939 году, вновь введено название Королевство Албания, а итальянский король Виктор Эммануил III был лишён албанской короны.
После прихода к власти коммунистов в 1944 году Фрашери был вынужден эмигрировать из страны. Умер в изгнании в Риме.